# Glossosomatidae
Famille
Les Glossosomatidae (glossosomatidés) constituent une famille d'insectes de l'ordre des trichoptères. Elle contient trois sous-familles.

## Liste des sous-familles
Selon ITIS:
- sous-famille Agapetinae Martynov, 1913
- sous-famille Glossosomatinae Wallengren, 1891
- sous-famille Protoptilinae Ross, 1956

## Référence
- (sv) Wallengren H.D.J. 1891. Skandinaviens Neuroptera, II. Neuroptera  Trichoptera. Kongliga Svenska Vetenskaps-Akademiens Handlingar 24: 1-173.